# ドーナッツ/夏大盛り
「ドーナッツ/夏大盛り」（どーなっつ/なつおおもり）は、日本のJ-POPユニット、ET-KINGの2枚目（メジャー1枚目）のシングルである。発売元はユニバーサルJ。

## 解説
「流派NIGHT」オーディション企画"R-Battle"優勝のET-KINGのメジャーデビューシングル。独特な5MC+1DJ+1総合司会のスタイルで、ヒップホップの枠にとらわれないパーティーソング。ライブでは必ず歌われる曲。

## 収録曲
（全作詞：ET-KING　作曲：イトキン　編曲：谷口尚久）
1. ドーナッツ [3:56]
2. 夏大盛り [5:12]
3. ドーナッツ（Instrumental） [3:51]
4. 夏大盛り（Instrumental） [5:12]

## タイアップ
- dwango「いろメロミックスDX」CMソング

## 収録CD・DVD
- LOVE & SOUL
- シングル コレクション!
- ET-KING BEST
- 宴会歌集
- LIVE TOUR 2008 どてっぱらにどっかん! [DVD]
- ET-KING LIVE TOUR 2009～老若男女灼熱謝恩ダンスホール～ [DVD]
- ワンマンライブ「歌えや大阪! 踊れや日本!」 [DVD]
- YOSHIMOTO WONDER CAMP KANSAI ～Laugh & Peace 2011～ET-KING Presents コント・ミュージカル「ET-KING歌笑劇 ～焚き火～」in 京橋花月 [DVD]
- ライブ シングルコレクション! [DVD]
- ET-KING結成15周年記念全国ツアー ～おまえとおったらおもろいわ！～[DVD]

。